# Smoshtastic
Smoshtastic è il terzo album del duo comico di You Tuber Smosh, costituito da Anthony Padilla e Ian Hecox. Pubblicato il 3 dicembre 2012, l'album è costituito principalmente da canzoni realizzate dal duo negli anni precedenti.

## Tracce
1. This Album's Smoshtastic
2. Ultimate Assassin's Creed III Song
3. Parents Suck
4. Hair Ballad
5. B.F.F.
6. B.F.F. Reprise
7. PEN15
8. Bot Best Friend Commercial
9. Bot Best Friend Activated
10. Best Food In the World
11. Metal Mom
12. Happy Elves
13. Evil Santa
14. Dubstep Collection
15. The Album's Done